# Cofidis (wielerploeg)/2020
Deze pagina geeft een overzicht van de Cofidis, Solutions Crédits UCI World Tour wielerploeg in 2020.

## Algemeen
Algemeen manager: Cedric Vasseur
Teammanager: Christian Guiberteau
Ploegleiders: Roberto Damiani, Alain Deloeuil, Jean Luc Jonrond, Thierry Marichal
Fietsmerk: De Rosa

## Renners
| Naam                | Geboortedatum | Nationaliteit | Ploeg 2019                    |
| ------------------- | ------------- | ------------- | ----------------------------- |
| Piet Allegaert      | 20-01-1995    | België        | Sport Vlaanderen-Baloise      |
| Fernando Barceló    | 06-01-1996    | Spanje        | Euskadi Basque Country-Murias |
| Natnael Berhane     | 05-01-1991    | Eritrea       |                               |
| Dimitri Claeys      | 18-06-1987    | België        |                               |
| Simone Consonni     | 12-09-1994    | Italië        | UAE Team Emirates             |
| Nicolas Edet        | 02-12-1987    | Frankrijk     |                               |
| Eddy Finé           | 20-11-1997    | Frankrijk     | -                             |
| Nathan Haas         | 12-03-1989    | Australië     | Team Katjoesja Alpecin        |
| Jesper Hansen       | 23-10-1990    | Denemarken    |                               |
| Jesús Herrada       | 26-07-1990    | Spanje        |                               |
| José Herrada        | 01-10-1985    | Spanje        |                               |
| Victor Lafay        | 17-01-1996    | Frankrijk     |                               |
| Christophe Laporte  | 11-12-1992    | Frankrijk     |                               |
| Mathias Le Turnier  | 14-03-1995    | Frankrijk     |                               |
| Cyril Lemoine       | 03-03-1983    | Frankrijk     |                               |
| Guillaume Martin    | 09-06-1993    | Frankrijk     | Wanty-Gobert                  |
| Luis Ángel Maté     | 23-03-1984    | Spanje        |                               |
| Marco Mathis        | 07-04-1994    | Duitsland     |                               |
| Emmanuel Morin      | 13-03-1995    | Frankrijk     |                               |
| Anthony Perez       | 22-04-1991    | Frankrijk     |                               |
| Pierre-Luc Périchon | 04-01-1987    | Frankrijk     |                               |
| Stéphane Rossetto   | 06-04-1987    | Frankrijk     |                               |
| Fabio Sabatini      | 18-02-1985    | Italië        | Deceuninck–Quick-Step         |
| Damien Touzé        | 07-07-1996    | Frankrijk     |                               |
| Kenneth Vanbilsen   | 01-06-1990    | België        |                               |
| Julien Vermote      | 26-07-1989    | België        | Team Dimension Data           |
| Attilio Viviani     | 18-10-1996    | Italië        | -                             |
| Elia Viviani        | 07-02-1989    | Italië        | Deceuninck–Quick-Step         |

### Vertrokken
| Renner             | Geboortedatum | Nationaliteit | Ploeg 2020                   |
| ------------------ | ------------- | ------------- | ---------------------------- |
| Darwin Atapuma     | 15-01-1998    | Colombia      | Colombia Tierra de Atletas   |
| Nacer Bouhanni     | 25-07-1990    | Frankrijk     | Arkéa Samsic                 |
| Rayane Bouhanni    | 24-02-1996    | Frankrijk     | onbekend                     |
| Loïc Chetout       | 23-09-1992    | Frankrijk     | gestopt                      |
| Filippo Fortin     | 01-02-1989    | Italië        | Team Felbermayr-Simplon Wels |
| Hugo Hofstetter    | 13-02-1994    | Frankrijk     | Israel Start-Up Nation       |
| Bert Van Lerberghe | 29-09-1992    | België        | Deceuninck–Quick-Step        |
| Julien Simon       | 4-10-1985     | Frankrijk     | Total Direct Énergie         |
| Geoffrey Soupe     | 22-03-1988    | Frankrijk     | Total Direct Énergie         |
| Zico Waeytens      | 29-09-1991    | België        | gestopt                      |

## Overwinningen
| La Tropicale Amissa Bongo 1e etappe: Attilio Viviani Ronde van de Alpes-Maritimes en de Var 1e etappe: Anthony Perez Parijs-Nice Bergklassement: Nicolas Edet Ronde van Spanje Bergklassement: Guillaume Martin |

Mannen: 1997 · 1998 · 1999 · 2000 · 2001 · 2002 · 2003 · 2004 · 2005 · 2006 · 2007 · 2008 · 2009 · 2010 · 2011 · 2012 · 2013 · 2014 · 2015 · 2016 · 2017 · 2018 · 2019 · 2020 · 2021 · 2022 · 2023 · 2024 · 2025
Vrouwen:2022 · 2023 · 2024 · 2025
AG2R-La Mondiale · Astana Pro Team · Bahrain McLaren · BORA-hansgrohe · CCC Team ·  Cofidis, Solutions Crédits · Deceuninck–Quick-Step · EF Education First · Groupama-FDJ · Israel Start-Up Nation · Lotto Soudal · Mitchelton-Scott · Movistar Team ·  NTT Pro Cycling · Team INEOS · Team Jumbo-Visma · Team Sunweb · Trek-Segafredo · UAE Team Emirates